# Giuseppe Martano
Giuseppe Martano (ur. 10 października 1910 w Savonie, zm. 2 września 1994 w Turynie) – włoski kolarz szosowy, dwukrotny mistrz świata.

## Kariera
Pierwszy sukces w karierze Giuseppe Martano osiągnął w 1930 roku, kiedy zdobył złoty medal w wyścigu ze startu wspólnego amatorów podczas mistrzostw świata w Liège. W zawodach tych wyprzedził bezpośrednio swego rodaka Eugenio Gestriego oraz Rudolfa Rischa z Republiki Weimarskiej. Wynik ten powtórzył na rozgrywanych dwa lata później mistrzostwach świata w Rzymie, gdzie pokonał Szwajcara Paula Egliego oraz Francuza Paula Chocque. Ponadto wygrał Giro del Piemonte w 1932 roku, Giro del Lazio w 1935 roku oraz Mediolan-Turyn w 1937 roku. Kilkakrotnie startował w Tour de France, zajmując między innymi drugie miejsce w klasyfikacji generalnej i trzecie w górskiej w 1934 roku, wygrywając przy tym jeden etap. Rok później był trzeci w klasyfikacji generalnej. W 1935 roku drugi był także w klasyfikacji generalnej Giro d’Italia. Nigdy nie wystąpił na igrzyskach olimpijskich. Jako zawodowiec startował w latach 1930–1948.

## Najważniejsze zwycięstwa i sukcesy
- 1930
  - mistrzostwo świata amatorów w wyścigu ze startu wspólnego
- 1932
  - mistrzostwo świata amatorów w wyścigu ze startu wspólnego
  -  mistrzostwo kraju amatorów w wyścigu ze startu wspólnego
  - 1. Giro del Piemonte
- 1933
  - 3. Tour de France
- 1934
  - 2. Tour de France oraz wygrany etap
- 1935
  - 1. Giro del Lazio
  - 2. Giro d’Italia
- 1937
  - 1. GP de Cannes
  - 1. Mediolan-Turyn
  - dwa etapy w Paryż-Nicea